# 西田辺
西田辺（にしたなべ）は岡山県津山市にある地名。郵便番号は708-0811。

## 地理
津山市の北部の西端に位置する。北は上横野、東は東田辺、南は上田邑、一宮、東田辺、西は鏡野町寺和田、香々美、公保田に接する。

### 河川
- 鵜ノ羽川

## 歴史

### 沿革
- 1889年6月1日 - 町村制施行に伴い、西北条郡西田辺村が、同郡西一宮村、東田辺村と合併し、一宮村となる。西田辺村は大字西田辺となる。
- 1900年4月1日 - 西北条郡が西西条郡、東南条郡、東北条郡と合併し、苫田郡となる。
- 1951年4月1日 -苫田郡東一宮村と合併し、新たに一宮村となる。
- 1954年7月1日 - 一宮村が周辺の9村とともに津山市へ編入される。

## 世帯数と人口
2021年（令和3年）1月1日現在の世帯数と人口は以下の通りである。
| 町丁   | 世帯数 | 人口 |
| ------ | ------ | ---- |
| 西田辺 | 37世帯 | 76人 |

## 小・中学校の学区
市立小・中学校に通う場合、学区は以下の通りとなる。
| 番地 | 小学校             | 中学校             |
| ---- | ------------------ | ------------------ |
| 全域 | 津山市立一宮小学校 | 津山市立北陵中学校 |

## 交通

### 道路
- 岡山県道343号藤屋津山線